# Eliane Becks Nininahazwe
Eliane Becks Nininahazwe (Gihanga, Burundi, 1976) is een Nederlands-Burundees muzikante/danseres en activiste voor de Hiv Vereniging Nederland.

## Leven en werk
Eliane Nininahazwe groeide op tijdens het etnische geweld tussen de Hutu- en Tutsi-stammen in Burundi, in een gezin dat ze als streng katholiek omschrijft. In 2003 trouwde ze met een Nederlander die voor Oxfam werkte en verhuisde met hem naar Angola. Daar werd tijdens een routinecontrole voor haar diabetes type 2 vastgesteld dat ze hiv-seropositief was. Ze ging geregeld voor behandeling naar Zuid-Afrika, maar verhuisde in 2007 met haar gezin naar Nederland. Hoewel zij nog hiv-positief is, is het virus sinds 2016 niet meer aantoonbaar in haar bloed. Haar kinderen zijn seronegatief.
Zij geeft Afrikaanse muziek- en dansworkshops met haar bedrijf Indonongo. Ze bespeelt de indonongo, een soort eensnarige viool gemaakt van een koeienhoorn, en de djembé. Ze heeft twee albums uitgebracht, Ramba en Indonongo.

## Activisme

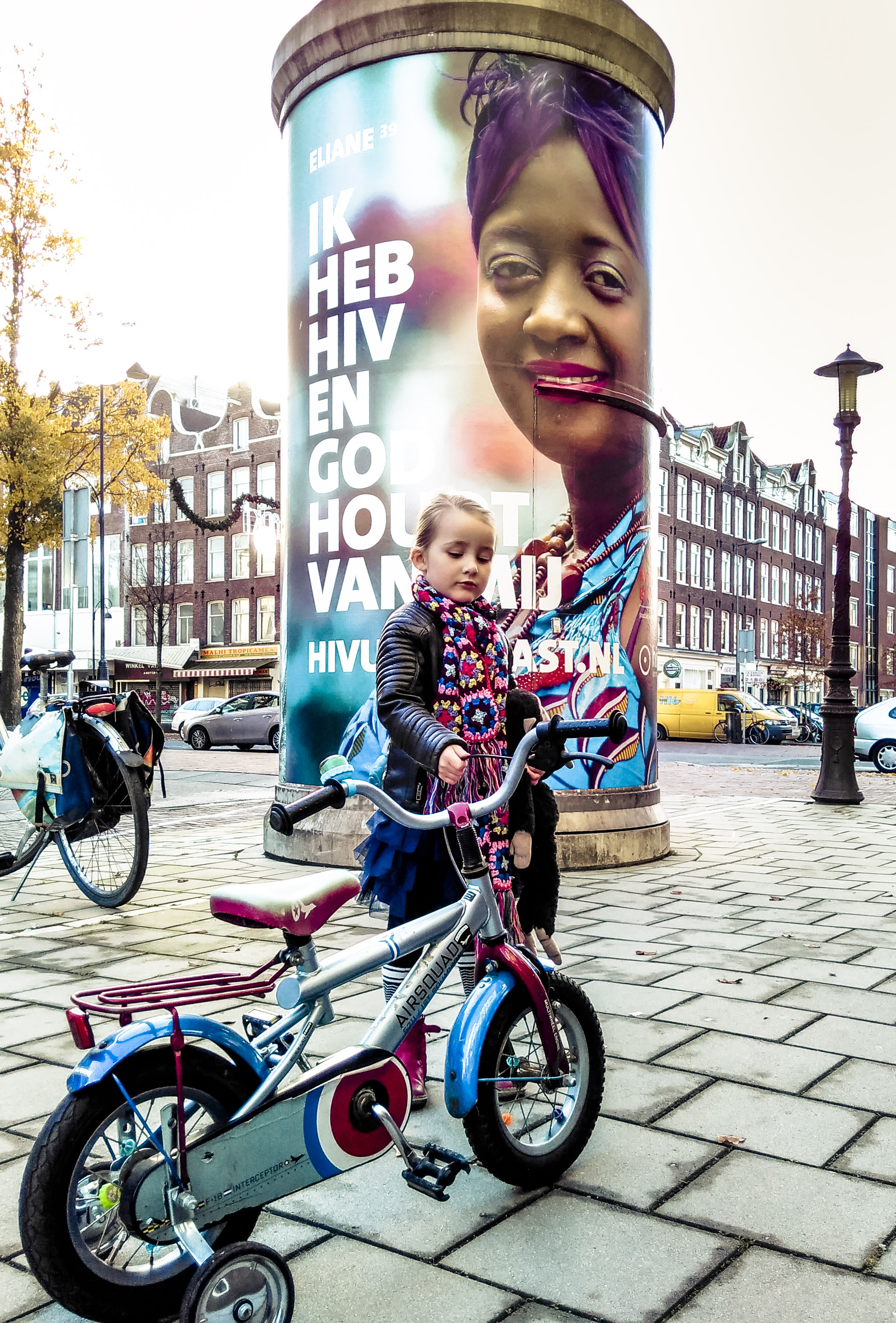
Peperbus met poster

Nadat zij als vrijwilliger in een ziekenhuis werd weggestuurd omdat zij hiv-positief was, steunde de Hiv Vereniging haar in een rechtszaak, en werden de regels in het ziekenhuis veranderd. Ondanks het stigma en het risico van sociale isolering, besloot ze open te zijn over haar ziekte om het taboe te doorbreken en mensen voor te lichten, niet alleen in Nederland maar ook in Burundi. In Afrika rust een groot taboe op hiv en aids. Sinds 2014 treedt ze veel naar buiten, onder meer als voorlichter op scholen en voor de campagne "Hiv uit de kast" van de Hiv Vereniging en stichting Hello Gorgeous. Zij zet zich onder meer in om hiv onder zwangere vrouwen in Burundi te behandelen, en om hiv en aids onder de aandacht brengen van het pygmeeënvolk de Twa (ook wel Batwa genoemd). Hiervan doet zij verslag op haar blog. Volgens Journal Burundi Eco is ze de eerste zwarte vrouw die openlijk over haar seropositiviteit heeft durven spreken.
In 2016 kreeg zij de prijs van de Voice Achievers Award, georganiseerd door het African Voice Magazine, voor het inspireren van de Afrikaanse diaspora. Ter gelegenheid van Wereldaidsdag 2016 stond ze afgebeeld op meer dan levensgrote posters op peperbussen, met de tekst Ik heb hiv en God houdt van mij, en trad zij op in de tv-show "No socks no shoe" van GAM TV. Ook was zij in 2016 een van de top vijf kandidaten van de Face of winter campagne van Fashion Outreach Amsterdam.
In 2018 sprak Eliane Becks als community respondent op de preconferentie Undetectable equals Untransmittable van de internationale aidsconferentie "AIDS 2018". Naar aanleiding hiervan werd zij geïnterviewd voor Nieuwsuur. Hetzelfde jaar werd zij genomineerd voor de titel Amersfoorter van het jaar 2018. In 2019 werd zij door Olave Nduwanje Basabose geïnterviewd voor de podcastserie Olave Talks.
Haar levensmotto is "Als het leven je honderd redenen geeft om te huilen, geef je het duizend redenen om te lachen."